# Hvidkindet mangabey
Hvidkindet mangabey (Cercocebus torquatus) er en primat, der lever i regnskov i Vestafrika. Ansigtet er hudfarvet med en lang snude. Som andre arter i slægten Cercocebus har den hudfarvede eller hvide øjenlåg. Den hvidkindede mangabey færdes mest på jorden og lever i store grupper på op til 90 individer. Den søger især føde langs floder. Mangabeyen kan fylde sine kindposer med nødder som den spytter ud senere for at knække, når der er ro til at spise dem.